# Francisco Cox
Francisco Javier Cox Vial es un abogado penalista chileno. En 2015 fue designado como integrante del Grupo Interdisciplinario de Expertos Independientes (GIEI) designado para investigar la desaparición forzada de Iguala de 2014. Actualmente es miembro de la Misión Internacional Independiente de determinación de los hechos sobre Venezuela.

## Carrera
Francisco Cox estudió derecho en la Universidad Diego Portales de Chile y luego obtuvo una maestría la Universidad de Columbia, Estados Unidos. Fue integrante del panel internacional de cinco expertos que asesoró a la Mesa de la Asamblea de los Estados Partes del Estatuto de Roma para elegir al próximo Fiscal de la Corte Penal Internacional.En 2015 fue designado por la Comisión Interamericana de Derechos Humanos (CIDH) y el gobierno mexicano de Enrique Peña Nieto como parte del Grupo Interdisciplinario de Expertos Independientes (GIEI) designado para investigar el caso de la desaparición de los 43 estudiantes en Ayotzinapa en 2014. Francisco Cox también litigó ante la Corte Penal Internacional y en el caso contra Dominic Ongwen, donde representó a 2605 víctimas del conflicto armado en el norte de Uganda.
En 2019 fue designado como miembro de la Misión Internacional Independiente de determinación de los hechos sobre Venezuela.